# Виолета отправилась на небеса
«Виолета отправилась на небеса» (исп. Violeta se fue a los cielos) — биографическая драма режиссёра Андреса Вуда, вышедшая на экраны в 2011 году. Фильм основан на биографии Анхела Парры, сына Виолеты Парры и Луиса Серкеды Арены.

## Сюжет
Фильм рассказывает о жизни чилийской фолк-певицы и художницы Виолеты Парра: её тяжёлом детстве в условиях крайней бедности, странствиях по стране в компании многочисленных родственников с целью сбора народных песен и выступления на местных праздниках, поездке в Польшу на фестиваль молодёжи, встрече со швейцарским музыкантом Жильбером Фавром и их совместной жизни в Париже, где состоялась выставка её художественных произведений, организации фольклорного центра на родине и самоубийстве, которое она совершила после разрыва с Жильбером. В фильме звучит множество песен Виолеты Парра в исполнении актрисы Франсиски Гавилан.

## В ролях
- Франсиска Гавилан — Виолета Парра
- Тома Дюран — Жильбер Фавр
- Кристиан Кеведо — Никанор Парра
- Габриэла Агилера — Хильда Парра
- Роберто Фариас — Луис Арсе
- Марсиаль Тагль — алькальд Фернандо Кастильо
- Хуан Кесада — Дон Гильермо
- Стефания Барбагелата — Кармен Луиза

## Награды и номинации
- 2012 — Гран-при жюри кинофестиваля «Сандэнс» в категории «мировое кино — драма»[2].
- 2012 — номинация на премию «Гойя» за лучший иностранный фильм на испанском языке.
- 2012 — номинация на премию Ассоциации кинокритиков Аргентины за лучший иностранный фильм на испанском языке.
- 2012 — номинация на премию «Ариэль» за лучший латиноамериканский фильм.
- 2012 — приз ФИПРЕССИ и приз лучшей актрисе (Франсиска Гавилан) на кинофестивале в Гвадалахаре[3].
- 2012 — второй приз Гаванского кинофестиваля.